# Кігті із темряви
«Кігті із темряви» (англ. Claws from the Night) — оповідання Фріца Лайбера в жанрі меч і чари про Фафгрда та Сірого Мишолова опубліковане в осінньюму випуску 1951 року журналу Suspense під назвою «Dark Vengeance».

## Сюжет
В Ланкмарі таємничі птахи повадились викрадати коштовності, не гребуючи нападати і калічити жінок, на яких вони були одягнуті.
Фафгрд та Мишолов незалежно від пари злодіїв намагались викрасти рубін Короля Сходу, який нещодавно був куплений лихварем Муулшем для подарунка своїй норовливій дружині Ат'ї, коли раптово залетівший птах викрав його.
Друзі простежили птаха до покинутої вежі богині ворон Т'яа. Фафгрд пробрався у вежу, був атакований воронами з отруєними кіхтями та схоплений їхнім доглядачем. Також був схоплений злодій Стравас, який теж розгадав таємницю птахів і прийшов пограбувати вежу.
Невдовзі з'явилась жриця Т'яа, яка присудила їм смертний вирок. Але Мишолову вдалось взяти в заручники жрицю і виманити всіх птахів з вежі. Жрицею виявилась Ат'я — дружина лихваря. Вона зрештою втікла забравши із собою птахів.